# Robert Auclair
Pour les articles homonymes, voir Auclair.
Robert Auclair (15 mars 1926 - ) est le président-fondateur de l’Association pour l’usage et le soutien de la langue française (Asulf). Il est aussi l'un des acteurs dans le débat sur la norme linguistique en français québécois.

## Biographie
Robert Auclair est né en 1926 à Sacré-Cœur-de-Marie (comté de Mégantic) au Québec. Il a étudié au Petit Séminaire de Québec, au Collège de Lévis et à l'Université Laval,.
Robert Auclair est avocat de formation. Il a consacré sa carrière au monde du travail.
Robert Auclair a été conseiller technique de la Fédération des Travailleurs des pâtes et des papiers (1962-1964), conseiller au bureau du sous-ministre du Travail du Québec (1964-1979) et juge à la Cour du Québec, Tribunal du travail, district de Montréal (1979-1996). Il a aussi été conseiller juridique de la Confédération des travailleurs catholiques du Canada-CTCC (1953-1964) et commissaire-enquêteur en chef du ministère du Travail (1969-1972). Il a été nommé juge à la Cour du Québec et membre du tribunal du travail en 1979. Il a pris sa retraite en 1996.
Robert Auclair a tenu une chronique mensuelle sur la langue du travail, donné de nombreuses conférences, tant en droit du travail que dans le domaine de la normalisation linguistique des lois et règlements. Il a également assumé des charges de cours et a collaboré à la réalisation d'ouvrages lexicographiques importants dans le domaine du travail. Il a fondé en 1986 l'Association des usagers de la langue française, devenue l’Association pour l’usage et le soutien de la langue française (Asulf), dont il fut président de 1986 à 2008 et dont il a été nommé président honoraire à la fin de son dernier mandat. Il a également assumé la tâche de trésorier de l'Association Québec dans le monde  durant trois ans. Il a été le président-fondateur de l'association des Auclair d'Amérique en 1995.

## Participation au débat sur lanorme linguistiqueen français québécois
Robert Auclair s’est signalé par ses nombreuses interventions publiques en faveur de la correction linguistique au Québec. Il se présente comme défenseur d'une langue française de qualité, privilégiant la norme du français international plutôt que la langue courante du Québec, trop marquée à ses yeux par les anglicismes. Depuis plusieurs années[Quand ?], il s’est opposé à l’utilisation de l’expression Boxing Day pour désigner les soldes d'après-Noël ou encore du mot place pour désigner un immeuble ou un ensemble d’immeubles regroupant, par exemple, diverses activités commerciales. Il est intervenu plusieurs fois auprès de l’Office québécois de la langue française pour que celui-ci soit plus actif dans la correction des textes législatifs. Il est l’un des signataires du manifeste Au-delà des mots, les termes publié en 2011 par d'anciens terminologues de l’Office québécois de la langue française.

## Honneurs
- Prix Gérard-Tremblay du Département des relations industrielles de l'Université Laval (1999)[3]
- Membre de l'Ordre des francophones d'Amérique (1999)
- Prix de l'Ordre de la francophonie (1994)[2]
- Prix Camille-Laurin (2001)[8]
- Officier de l’Ordre de la Pléiade (Ordre de la Francophonie) (2002)[9]
- Patriote de l'année (2011) de la Société nationale des Québécois et des Québécoises de la Capitale[10]